# Haute Matsiatra
Haute Matsiatra – region Madagaskaru, ze stolicą w Fianarantsoa. Dawniej należał do Prowincji Fianarantsoa.

## Geografia
Zajmuje powierzchnię 21 080 km² i położony jest w środkowej części wyspy. Od północy graniczy z regionem Amoron'i Mania, od wschodu z regionami Vatovavy-Fitovinany i Atsimo-Atsinanana, od południa z Ihorombe, a od zachodu z Atsimo-Andrefana. Przez region przebiegają drogi RN 7, RN 25, RN 42 i RN 45. W jego wschodniej części leży Park Narodowy Ranomafana.

## Demografia
Jego zaludnienie wynosiło w 1993 roku 769 882 osób. W 2004 wynosiło ok. 1 128 900. Według spisu z 2018 roku populacja wzrosła do 1 444 587 mieszkańców.

## Podział administracyjny
W skład regionu wchodzi 5 dystryktów:
- Ambalavao
- Ambohimahasoa
- Fianarantsoa I
- Fianarantsoa II
- Ikalamavony